# Anja Noske
Anja Noske, née le 10 juin 1986, est une rameuse allemande.

## Résultats

### Jeux olympiques
| Épreuve / Édition                  | Épreuve / Édition                  | Londres 2012 |
| ---------------------------------- | ---------------------------------- | ------------ |
| Deux de couple poids légers (LW2x) | Deux de couple poids légers (LW2x) | 6e           |

### Championnats du monde
| Épreuve / Édition             | Épreuve / Édition             | Munich 2007 | Poznan 2009 | Karapiro 2010 | Bled 2011 | Chungju 2013 | Amsterdam 2014 | Aiguebelette 2015 |
| ----------------------------- | ----------------------------- | ----------- | ----------- | ------------- | --------- | ------------ | -------------- | ----------------- |
| Quatre de couple poids légers | Quatre de couple poids légers | 5e          | -           | 1re           | -         | -            | -              | 1re               |
| Deux de couple poids légers   | Deux de couple poids légers   | -           | 4e          | 2e            | 11e       | 3e           | 21e            | -                 |

### Championnats d'Europe
| Épreuve / Édition           | Épreuve / Édition           | Athènes 2008 | Montemor O Velho 2010 | Séville 2013 | Belgrade 2014 | Brandebourg 2016 |
| --------------------------- | --------------------------- | ------------ | --------------------- | ------------ | ------------- | ---------------- |
| Skiff poids légers          | Skiff poids légers          | -            | -                     | -            | -             | 1re              |
| Deux de couple poids légers | Deux de couple poids légers | 6e           | 3e                    | 2e           | 2e            | -                |

### Championnat du monde U23 d'Aviron
| Épreuve / Édition     | Épreuve / Édition     | Glasgow 2007 | Brandebourg 2008 |
| --------------------- | --------------------- | ------------ | ---------------- |
| Skiff (LW1x)          | Skiff (LW1x)          | 3e           | -                |
| Deux de couple (LW2x) | Deux de couple (LW2x) | -            | 1re              |